# 히카르두 에스테베스
히카르두 펠리프 도스 산토스 에스테베스(포르투갈어: Ricardo Felipe dos Santos Esteves, 1979년 9월 16일 ~ )는 포르투갈의 은퇴한 축구 선수이다. K리그에 등록된 공식 한글 이름은 에스테베즈이다.

## 클럽 경력
포르투갈 리가의 축구 클럽 비토리아 FC에서 프로로 데뷔하였다. 그 후 포르투갈 리가의 여러 클럽을 거쳤고, 세리에 A의 레지나 칼초와 비첸차 칼초에서 활약한 경력이 있다.
2010년 2월, K리그 FC 서울에 입단하였다. 2010 K리그 개막전인 대전 시티즌과의 원정 경기에서 데뷔하였으며 이 경기에서 2골을 몰아넣어 팀의 승리를 이끌었다. 하지만 전반기가 끝날 시점을 앞두고 팀과 계약을 해지한 후 포르투갈 수페르리가의 CS 마리티무로 이적하였다.

## 국가대표팀 경력
포르투갈 U-20 소속으로 1999년 FIFA 세계 청소년 축구 선수권 대회에 참가하여 주전 멤버로 당시 D조 예선 대한민국 청소년 대표팀과의 경기를 비롯한 포르투갈 청소년 대표팀의 모든 경기에 선발 출전하였다.